# Екатерининский переулок
Екатери́нинский переулок — переулок в городе Ломоносове Петродворцового района Санкт-Петербурга. Проходит из-за Привокзальной улицы (фактически — от неё) до Дворцового проспекта.
Первоначальное название — Почто́вый переулок. Оно появилось в 1800-х годах и дано по находившемуся на углу с Дворцовым проспектом (дом 63) почтовым двором. Вторым Почтовым переулком в Ломоносове была нынешняя Петербургская улица.
27 февраля 1869 года переулок переименовали в Екатерининскую улицу — в честь великой княгини Екатерины Михайловны, дочери владельца Ораниенбаума великого князя Михаила Павловича.
В 1934 году улицу переименовали в Сове́тскую. Однако не в честь советской власти, а по месту заседания первого Ораниенбаумского городского совета рабочих и солдатских депутатов — в Доме присутственных мест (Дворцовый проспект, 63), построенном на месте почтового двора в 1824 году по проекту архитектора В. П. Стасова.
13 января 1998 года историческое название было возвращено, но с другим статусом — переулок.

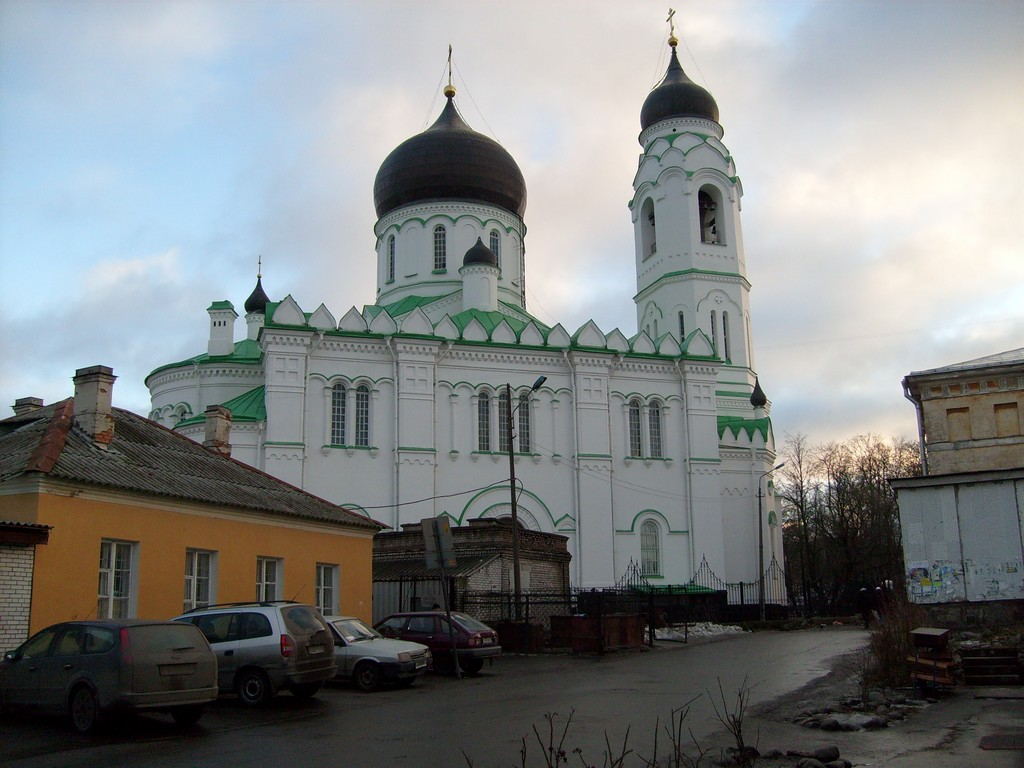
Вид на Собор Архангела Михаила из Екатерининского переулка

Последние 30 метров Екатерининского переулка представляют собой пешеходную дорожку вдоль ограды Михайловского собора.

## Застройка
- дом 9 — жилой дом (конец XIX — начало XX в.; объект культурного наследия регионального значения[2])
- Собор Архангела Михаила (в конце переулка)

## Перекрёстки
- Привокзальная улица
- улица Рубакина
- Дворцовый проспект